# Mario Bäger
Mario Bäger (* 25. Juni 1964) ist ein ehemaliger deutscher Fußballtorwart. Für Bayer 05 Uerdingen absolvierte er vier Bundesligaspiele.

## Leben
Zu Anfang seiner Vertragsamteurtätigkeit war Bäger Polizist. Um mehr Zeit für den Fußball zu haben, arbeitete er dann ab Oktober 1987 im Werkschutz der Bayer AG in Leverkusen, seit März 2010 als Leiter der Werksicherheit für Bayer MaterialScience in Shanghai, China. Er ist verheiratet und hat zwei Kinder.

## Erfolge
Das Fußballspielen begann Mario Bäger bei Borussia Mönchengladbach. Er spielte als Jugendlicher in der Auswahlmannschaft des Fußballverbandes Niederrhein. Gemeinsam mit anderen Mönchengladbacher Jugendspielern wechselte er in der B-Jugend zu Bayer 05 Uerdingen. Sein erster Uerdinger Trainer dort war Wolfgang Kuhlen. Zu Bägers Erfolgen in der Uerdinger Jugend gehören die Niederrheinmeisterschaft und das Erreichen des Pokalfinales des Westdeutschen Fußballverbandes.
Für Uerdingen kam Mario Bäger zu vier Einsätzen in der Fußball-Bundesliga. In der Saison 1985/86 erhielt der Uerdinger Stammtwort Werner Vollack eine rote Karte und laborierte anschließend an einer Knieverletzung. Als auch der Ersatztorwart Manfred Kubik eine rote Karte erhielt, hatte Bäger als damaliger dritter Torwart und Torwart der Uerdinger Verbandsligamannschaft gegen Fortuna Düsseldorf (1:1) unter Trainer Karl-Heinz Feldkamp seinen ersten Bundesligaeinsatz. Das folgende Spiel bei Bayern München ging 1:5 verloren. In der Saison 1986/87 wurde er zum Ersatztorwart hinter Kubik, kam aber zu keinem Einsatz. Während der Saison 1987/88 war er hinter Manfred Kubik und Werner Vollack dritter Torhüter und kam auf zwei Einsätze. Noch während dieser Saison wurde Siegfried Grüninger Ersatztorwart bei den Krefeldern. Ab der Saison 1991/92 spielte Bäger für zwei Jahre für den Rheydter SV in der Oberliga Nordrhein, danach für den FC Wegberg-Beeck.
Im Herbst 1999 wurde Mario Bäger Trainer beim FC Wegberg-Beeck als Nachfolger von Detlef Pirsig, wurde aber wenige Monate später wieder entlassen.